# Aad de Graaf
Arie "Aad" de Graaf (Rotterdam, 22 oktober 1939 - aldaar, 21 juli 1995) was een Nederlands baanwielrenner. Hij was in 1965 en 1966 professional zonder contract. Hij was driemaal Nederlands kampioen sprint op de baan voor amateurs. Bij de elite werd hij tweemaal tweede. 
De Graaf deed tweemaal mee aan de Olympische Zomerspelen, in 1960 (Rome) en in 1964 (Tokio). In 1960 deed hij enkel mee aan de sprint en eindigde daar als vijftiende. In 1964 deed hij naast de individuele sprint ook mee aan de tandemsprint, samen met Piet van der Touw. Op de sprint behaalde hij de 22e plek, direct achter Van der Touw (net als in 1960). Op de tandemsprint grepen De Graaf en Van der Touw net naast een medaille, ze werden vierde.
Aad de Graaf bleef tot aan zijn dood wielrennen, in de categorie Veteranen. Hij overleed in 1995 in Rotterdam aan een hartstilstand. Hij werd slechts 55 jaar.

## Erelijst
1960
- Nederlands kampioen sprint bij de amateurs

1961
- Nederlands kampioen sprint bij de amateurs

1962
- Nederlands kampioen sprint bij de amateurs
- GP Oost-Berlijn